# Економічне середовище
Економічне середовище — сукупність чинників, що впливають на купівельну спроможність споживачів і структуру споживання.
Економічне середовище утворюють ті фактори, які впливають на купівельну спроможність населення, рівень його доходів і витрат.
До таких факторів належать макроекономічні показники: 
- фаза економічного циклу країни,
- рівень інфляції,
- рівень зайнятості населення,
- обсяг валового національного продукту та його динаміка,
- рівень купівельної спроможності та доходів населення,
- рівень цін,
- наявність та обсяг товарного дефіциту.

Так, німецький статистик Ернст Енгель в результаті досліджень сформулював наступний закон: за зростання рівня сімейного доходу структура витрат сім’ї змінюється таким чином:
- відносний рівень витрат на їжу зменшується,
- відносний рівень витрат на житло та будівництво стабілізується,
- відносний рівень витрат на інші цілі (одяг, транспорт, освіта, заощадження, розваги) збільшується